# Bourbaki-féle „veszélyes útkanyarulat”-szimbólum

Knuth professzor „veszélyes útkanyarulat” jele

A Bourbaki veszélyes útkanyarulat jel (☡, Unicode: U+2621, "CAUTION SIGN") több tanulmányban és könyvben megtalálható. A bonyolult kapcsolódási pontok kifejezésére használják és találkozni lehet vele a Bourbaki-csoport publikációiban, valamint Donald Knuth amerikai matematikus informatikai alapműveiben.

## Története
A veszélyes útkanyarulat jel matematikai használata a Bourbaki-csoport nevéhez köthető. Az általuk szerkesztett könyvben használták a matematika határait érintő esetek kiemelésére. Kinézetét tekintve egy közlekedési táblát formáz a jel, melynek eredeti jelentése az egymás utáni veszélyes útkanyarulatok előrejelzése. A tézis elsődleges értelmezésekor vagy a különösen agyafúrt érvelés során egyre gyakoribb használata, ahol bonyolult kapcsolódási pontokat jelölnek vele. Találkozni lehet a jelek használatával Donald Knuth amerikai matematikus informatikai alapműveiben is. A matematikában és az informatikai tanulmányokban hóbortosnak tűnő jelhasználatot ő a képen látható sárga alapon fekete kettőskanyart ábrázoló formátumot az 1949 előtt a „veszélyes útkanyarulatra” használt francia figyelmeztető jelzésről vette és nevét is tőle kapta, hiszen veszélyes útkanyarulatként említi.

## Források

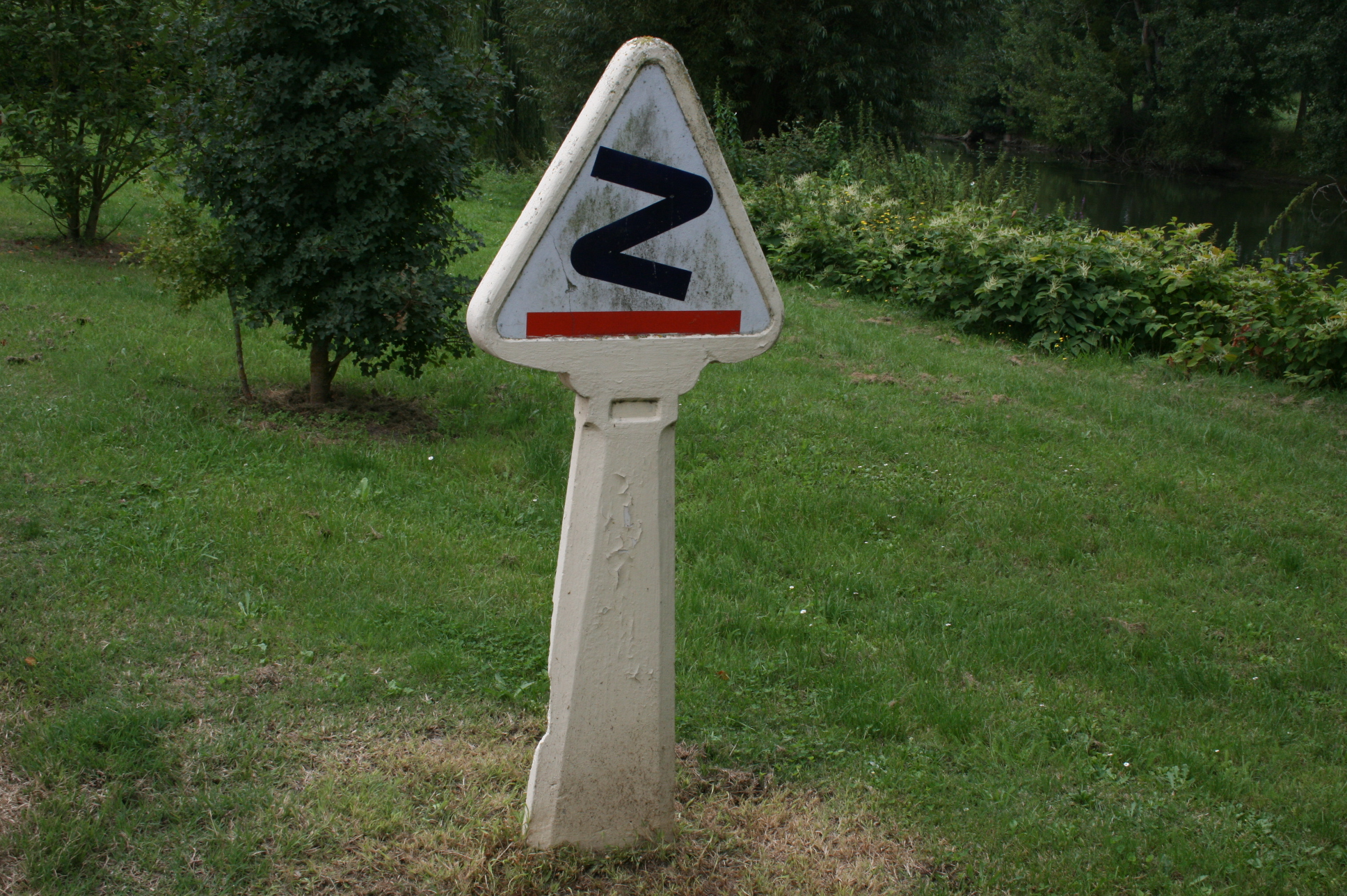
Az 1949 előtt a „veszélyes útkanyarulatra” használt francia figyelmeztető tábla